# Ваттенбах, Вильгельм
Вильгельм Ваттенбах (нем. Wilhelm Wattenbach; 22 сентября 1819, Ранцау, Шлезвиг-Гольштейн — 20 сентября 1897, Франкфурт-на-Майне) — немецкий историк, источниковед и палеограф. Педагог, профессор. Член Прусской академии наук (с 1881) и Гёттингенской академии наук.

## Биография
После окончания Катаринеума, изучал филологию в Боннском, Гёттингенском и Берлинском университетах.
С 1843 года принимал участие в многосерийном издании средневековых источников Monumenta Germaniae Historica, с 1875 года входил в центральное правление этого издания, в 1886—1888 годах — в качестве президента возглавлял его. Руководил непосредственно изданием серии Monumenta Germaniae Historica — «Epistolae» («Письма», письма римских пап, монахов, королей VI—XIII вв.) и связанного с MGH «Geschichtsschreiber der deutschen Vorzeit».
В 1855 году был назначен архивариусом в университете Бреслау. С 1862 года — профессор истории университетов в Гейдельберге, затем в Берлине (с 1872).

## Научная деятельность
Один из лучших издателей средневековых немецких исторических источников.
В. Ваттенбах отличался глубоким знанием исторических хроник и других оригинальных документов средневековья, его самые ценные работы были выполнены в этой области.
Основной труд «Исторические источники Германии в средние века до середины XIII века» поныне сохраняет значение главного пособия по этому вопросу.
Кроме работ в упомянутом издании и различных каталогов, составленных им в качестве архивариуса, В. Ваттенбаху принадлежат публичные лекции: «Algier» (Берлин, 1867); «Eine Ferienreise nach Spanien und Portugal» (Берлин, 1869); «Die Siebenbürger Sachsen» (Гейдельберг, 1870); «Stockholm» (Берлин, 1875) и «Ninivie und Babylon» (Гейдельберг, 1868). В 1876 году он издал историю римского папства, обработанную, в популярной форме, на основании его же университетских лекций («Geschichte des Papstthums», Берлин, 1876).
Член Берлинского археологического общества. Член Германского Исторического института в Риме.

## Избранные труды
- Deutschlands Geschichtsquellen im Mittelalter bis zur Mitte des XIII Jahrhunderts (1858)
- Anleitung zur lateinischen Paläographie (Leipzig, 1869, 1886)
- Das Schriftwesen im Mittelalter (Leipzig, 1871, 1896)
- Beiträge zur Geschichte der christlichen Kirche in Böhmen und Mähren (Vienna, 1849)
- Geschichte des römischen Papsttums (Berlin, 1876)
- Anleitung zur griechischen Paläographie (Leipzig, 1867, 1895).

## Награды
- Орден Короны второго класса (1892)
- Орден Максимилиана «За достижения в науке и искусстве» (Бавария) (1896)